# HE0107-5240
HE0107-5240 és una estrella gegant aproximadament a 36.000 anys llum de la Terra amb un 80% de la massa del Sol.
És una estrella gairebé lliure de metalls, només té un 1/200.000 dels metalls que té el Sol. És una de les estrelles més velles que s'han trobat (hom creu que té una edat de 13 mil milions d'anys) i s'hauria format just després del big-bang. Això significa que aquesta estrella era una de les que formaven la primera població d'estrelles II. A causa del fet que l'estrella té una petita part d'elements pesants, no pertany a la primera generació d'estrelles (la hipotètica població III). Aquestes estrelles convertiren l'hidrogen, heli, i liti primordials formats en el big-bang en elements més pesants, com el carboni, oxigen, i metalls.
La seva metal·licitat és: [Fe/H] = -5.4 +/- 0.2.
Aquesta estrella és relativament petita per ser una estrella de l'univers primitiu, motiu pel qual es considera vella: les estrelles massives moren aviat. Per explicar perquè aquesta estrella és tan petita, s'ha formulat la hipòtesi segons la qual era part d'un sistema estel·lar binari.
HE0107-5240 va ser trobada per Norbert Christlieb i els seus col·legues de la Universitat d'Hamburg (Alemanya) en una investigació d'Hamburg que cercava quàsars febles amb el telescopi Schmidt de 1m de l'ESO. Les observacions següents es van fer amb el telescopi de 2,3m de l'Observatori de Siding Spring i els espectres d'alta resolució es van fer a l'Observatori Europeu Austral (ESO) de Xile, que van fer servir una de les unitats del Very Large Telescope.

## Vegeu
- HE1327-2326